# Mã Hữu Hữu
Mã Hữu Hữu (chữ Hán phồn thể: 馬友友) sinh ngày 7 tháng 10 năm 1955 là một nghệ sĩ bậc thầy về cello quốc tịch Mỹ. Ông đã nhận được nhiều giải thưởng như Giải Grammy, Huân chương Quốc gia về Nghệ thuật năm 2001
và Huân chương Tự do Tổng thống năm 2011. Có người cho rằng Mã Hữu Hữu là nghệ sĩ cello nổi tiếng nhất thời hiện đại.